# Los Huipas
Los "Huipas" es el sobrenombre y nombre mediático con el que se le conoció a un grupo de asesinos seriales mexicanos, todos sus miembros pertenecían al grupo étnico Yoreme-Mayo. Son considerados como los primeros asesinos en serie de origen amerindio en México.
- Eusebio Yocupicio Soto, era el líder.[2]

El resto de los miembros eran: 
- Adelaido Huipas Quijano.
- Leonardo Yocupicio Huipas.
- Basilio Humo Valenzuela.[3]

Todos nativos de Huatabampo, Sonora. Tenían lazos consanguíneos siendo primos de primer y segundo grado, también supuestamente habrían sostenido entre ellos relaciones homosexuales. Los rumores sobre su homosexualidad llevaron a que fueran marginados y discriminados por toda su comunidad. Motivados por venganza, este grupo de hombre terminaron asesinando a siete hombres, todos ellos se habrían burlado de ellos. Con engaños conducían a sus víctimas a una choza aislada donde terminaban apuñalandolos, estrangulándolos o matándolos a golpes.Mutilaban los cuerpos específicamente los castraban y conservaban los genitales.
Fueron detenidos el 13 de abril de 1950, tras la denuncia del padre del que fue su última víctima, Felipe Buitimia padre de Vicente Buitimia (la víctima). Los cuatro fueron condenados a pena de muerte, pero tras la abolición de esta pena en México, su condena fue conmutada por 30 años de cárcel. Eusebio y Basilio murieron en prisión de tuberculosis, los otros dos cumplieron su condena íntegramente y tras ser liberados su paradero se desconoce.